# Burkhard Reich
Burkhard Reich (* 1. Dezember 1964 in Fürstenwalde/Spree) ist ein ehemaliger deutscher Fußballspieler.

## Sportliche Laufbahn

### Gemeinschafts-, Club- und Vereinsstationen

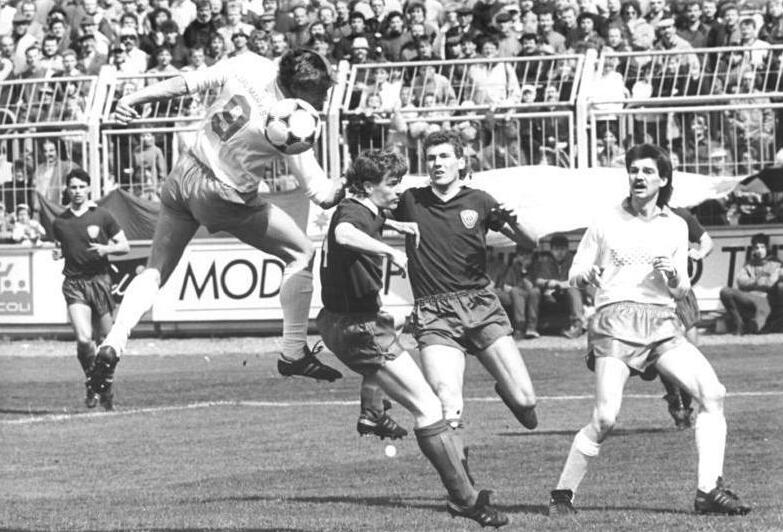
Burkhard Reich (Zweiter von rechts) beim Spiel FC Karl-Marx-Stadt – BFC Dynamo (1989)

Burkhard Reich spielte in seiner Jugendzeit bei der SG Dynamo Fürstenwalde und wurde als 12-Jähriger 1977 in die Nachwuchsschule des BFC Dynamo geholt. 1981 ging Reich auf eigenen Wunsch – noch als Jugendlicher – zunächst zu seiner Heimatgemeinschaft nach Fürstenwalde zurück und spielte für später die 1. Mannschaft in der Liga, der zweithöchsten Spielklasse des DDR-Fußballs. Als Fürstenwalde in einem Testspiel gegen den BFC Dynamo antrat, war der Trainer des Rekordmeisters, Jürgen Bogs, von dem großgewachsenen Abwehrspieler so beeindruckt, dass er ihn in der Spielzeit 1985/86 zum BFC zurückholte – ohne zu wissen, dass Reich bereits die Kinder- und Jugendsportschule der Berliner durchlaufen hatte.
Der kopfball- und zweikampfstarke Reich, der auch immer für ein Tor gut war, erspielte sich nach 5 Einsätzen in der Ligaelf des BFC im Frühjahr 1986 nach Beginn der neuen Saison einen Stammplatz im Oberligateam und gewann mit dem Fußballclub aus Ost-Berlin 1987 und 1988 die DDR-Meisterschaft sowie den FDGB-Pokal 1988 und 1989.
1991 schaffte der mittlerweile unter dem Namen FC Berlin spielende Verein nicht den Sprung in den gesamtdeutschen Profifußball, sodass Burkhard Reich zum Bundesligisten Karlsruher SC wechselte. Dort prägte er die erfolgreiche Zeit der Badener entscheidend mit und stand zwischen 1991 und 1998 in 200 Bundesligaspielen für den KSC auf dem Platz. 1994 erreichte er mit dem KSC das Halbfinale im UEFA-Pokal, in dem die Badener nach zwei Unentschieden nur aufgrund der Auswärtstorregel gegen Casino Salzburg ausschieden. Insgesamt war er im Europapokal in 24 Partien für den BFC (9/0) und den KSC (15/0) am Ball.
Nach dem Abstieg des Karlsruher SC in die Zweitklassigkeit 1998 blieb Reich dem Verein zunächst treu, als jedoch der Wiederaufstieg nicht gelang, wechselte er zum VfB Leipzig in die Regionalliga, wo er seine Karriere ausklingen ließ.

### Auswahleinsätze
Nachdem der BFC-Verteidiger 1986 bereits in die Olympiaauswahl der DDR berufen worden war, bestritt Reich zwischen 1987 und 1990 sechs Länderspiele für die DDR-A-Nationalelf. Reichs Debüt fand am 13. Mai 1987 in Brandenburg beim 2:0-Sieg gegen die Tschechoslowakei statt. Mit der Olympiaelf gelangte er im Winter 1986/87 beim Nehru Cup ins Halbfinale. Die DFV-Auswahl konnte sich aber nicht für die Endrunde des olympischen Fußballturniers 1988 qualifizieren.
1992 wurde er auf einen Sichtungslehrgang des DFB eingeladen, spielte aber nie in der gesamtdeutschen A-Nationalmannschaft.

## Weiterer Werdegang
Im Sommer 2000 kehrte er zum KSC zurück und arbeitete dort im Marketing/Merchandising, als Fanbeauftragter sowie als Teammanager und sportlicher Leiter der U23 (KSC II). Seit der Saison 2011/12 ist er Teammanager des KSC. Außerdem ist er Mitgründer, Präsident und Kapitän der KSC-Allstars e. V., der Traditionsmannschaft des Karlsruher SC.